# Meraki
Meraki é uma palavra de origem grega (cujo original em grego é μεράκι), pronunciada “may-rah-kee“, com um significado muito rico e profundo. Meraki significa que você deixa um pedaço de si mesmo, uma parte da sua alma, do seus sentimentos, em tudo o que você faz. A ideia é colocar um pouco de amor em cada detalhe.
Também entende-se como um sistema wireless 802.11b/g com firmware baseado em Linux 2.6.16 para redes MESH (WiMESH).